# E-krona
E-krona (digital krona) är sedan 2016 Sveriges centralbank Riksbankens projektnamn på en föreslagen digital centralbanksvaluta att ge ut som ett av staten garanterat elektroniskt komplement till kontanter, mot bakgrund av den minskande kontantanvändning i samhället. Det hade 13 december 2019 ännu inte tagits några beslut om att ge ut e-kronor enligt Riksbanken.

## Bakgrund
År 2009 introducerades kryptovalutan Bitcoin, som följdes av en framväxt av andra kryptovalutor, vilket väckte frågeställningen om centralbanker bör ge ut egna kryptovalutor.:18 Om en eventuell e-krona blir en kryptovaluta eller ej är ett teknikval som ännu (september 2017) ej avgjorts.:18
Vice riksbankschefen Cecilia Skingsley höll den 16 november 2016 ett tal på evenemanget Fintech Stockholm 2016 där hon lade fram frågeställningen: "Borde Riksbanken ge ut e-kronor?" Talet uppmärksammades av den brittiska affärstidningen Financial Times, som noterade att Riksbanken undersökte möjligheten att bli den första betydande centralbanken att ge ut en digital valuta. Vid tillfället var digitala valutor obeprövade av centralbanker, med Bank of England och Kanadas centralbank som exempel på centralbanker utöver Riksbanken som hade börjat intressera sig för valutaformen. I talet skiljer Skingsley mellan tre typer av pengar:
- Centralbankspengar i kontantform: hållbara av allmänheten.
- Centralbankspengar i elektronisk form: ej hållbara av allmänheten, utan endast av kontoinnehavare hos Riksbanken (kreditinstitut, värdepappersföretag, clearingorganisationer och Riksgäldskontoret).
- Affärsbankspengar: en fordran hos en affärsbank.

Enligt Skingsley var vid tillfället affärsbankspengar vanligast i samhället och i Sverige fanns en trend med minskad efterfrågan och användning av kontanter.:4 E-kronan föreslogs som ett elektroniskt komplement till kontanter, som ett sätt för allmänheten att inte helt bero av affärsbankspengar/marknaden vid betalningar.

## E-kronaprojektet
Införandet av en e-krona skulle innebära att Riksbanken introducerar tjänster gentemot allmänheten, något som ej varit fallet tidigare.:25 Projektet ämnar utreda juridiska och tekniska aspekter, utöver integritetsfrågor och huruvida utgivandet av e-kronor alls ska genomföras, och i så fall hur den ska utformas och göras tillgänglig för allmänheten. Projektet är indelat i tre faser.

### Fas 1: E-kronakonceptet
Projektets första fas inleddes i mars 2017 och bestod i att ta fram ett övergripande förslag hur en e-krona utgiven av Riksbanken skulle vara utformad.

#### Delrapport 1
Förslaget presenterades i en rapport i september 2017. I rapporten beskrivs utformningen av e-kronakonceptet som en dygnet-runt-tillgänglig ej räntebärande direkt fordran på Riksbanken angiven i svenska kronor, hållbar av allmänheten, finansiella institut och företag och avsedd för mindre betalningar mellan konsumenter, företag och myndigheter.:5–6 Juridiskt bedöms en anpassning av riksbankslagen krävas för att Riksbanken ska kunna ge ut en digital valuta.:5
Skalbarhet och interoperabilitet nämns som ett krav för e-kronakonceptet, bland annat för att nya tekniker ska kunna införlivas i systemet allteftersom de blir tillgängliga; Utspridd bokföring ( Distributed Ledger Technology, DLT) och blockkedjeteknik nämns som möjliga sådana tekniker.:24 E-kronakonceptet beskrivs som en möjlig kombination mellan en registerbaserad (central) lösning (som i RIX, Riksbankens befintliga system för elektroniska centralbankspengar):24 där tillgodohavandet finns lagrat på ett konto i en databas hos Riksbanken och en värdebaserad (lokal) lösning där tillgodohavandet finns lagrat i en app eller på ett kort, för att möjliggöra betalningar även när databasen inte går att nå.:5
För registerbaserade e-kronor jämförs en variant där Riksbanken står för alla tjänster och kundkontakt med en variant där Riksbanker står för grundläggande tjänster såsom kontohållning, insättning/uttag och överföring mellan konton, med ett gränssnitt för betaltjänstleverantörer som då står för övriga tjänster och kundkontakt.:20 Värdebaserade e-kronor jämförs med hur kontanter fungerar, där överföringar kräver personnärvaro och i e-kronafallet antingen ett kort (som liknas vid ett SL-kort) och en kortläsare eller app (som liknas vid pengaöverföringsappen Swish).
Rapporten öppnar upp för samarbete med andra myndigheter, och för en dialog med externa aktörer angående implementeringsförslag till e-kronakonceptet. I januari 2018 hade 33 företag inkommit med tekniska förslag till en e-krona. De som av Riksbanken bedömdes som intressantast bjöds in för dialog.